# Monte Yōtei
Il monte Yōtei è uno stratovulcano giapponese, situato all'interno del parco nazionale di Shikotsu-Tōya, nell'Hokkaidō.
Il vulcano è incluso nel Nihon hyaku meizan, ossia nella lista delle cento montagne più celebri del Giappone. Ricordando nella forma il Fuji, viene definito anche Ezo Fuji: Ezo è l'antico nome con il quale veniva definita l'isola di Hokkaidō.
1. 1 2   気象庁｜羊蹄山, su data.jma.go.jp. URL consultato il 17 giugno 2019.